# Kelleria indonesiana
Kelleria indonesiana is een eenoogkreeftjessoort uit de familie van de Kelleriidae. De wetenschappelijke naam van de soort is voor het eerst geldig gepubliceerd in 2009 door Mulyadi.